# Moore Car
Moore Car is een historisch merk van motorfietsen.
Het bedrijf was gevestigd in Indianapolis
De Amerikaanse Moore Car die in 1917 het levenslicht zag was een bijzondere motorfiets die veel weg had van de Franse Monotrace en de Amerikaanse Ner-A-Car. De machine was helemaal verpakt in een “stroomlijn” en had twee steunwielen die tijdens het rijden opgeklapt werden. Het passagierszadel kon weggeklapt worden. De berijder zat vrij hoog en werd bij het neerzetten van zijn voeten gehinderd door brede treeplanken waarin ook de pedalen voor de koppeling en de rem verwerkt waren. 
De motor werd geleverd door Sinclair en de machine had drie versnellingen en asaandrijving. De motor moet waterkoeling hebben gehad, getuige de radiateurdop die aan de voorkant van de machine zat. De machine had al achtervering, en dat was voor die tijd vrij uniek. De hele achterwielophanging bestond uit twee bladveren. De carrosserie was van plaatstaal gemaakt, zonder buisframe of gietwerk om de constructie te verstevigen. 
De Moore Car overleefde zijn eerste jaar niet, maar stond misschien wel model voor de Ner-A-Car, die in 1918 op de markt kwam.